# Malédiction du Bambino

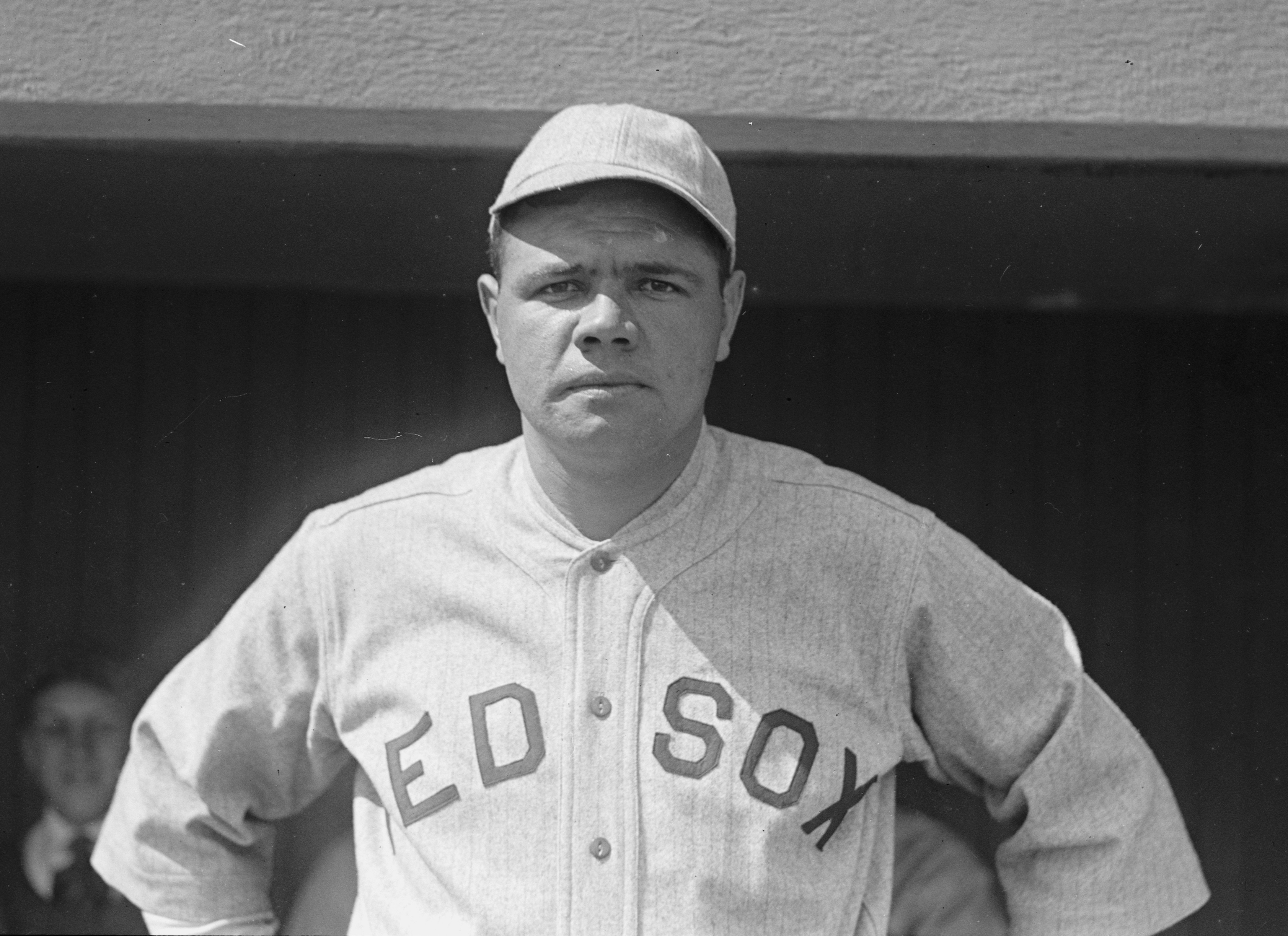
Babe Ruth en 1918 avec les Red Sox de Boston.

Dans le vocabulaire du baseball professionnel aux États-Unis, la malédiction du Bambino est une superstition visant à expliquer l'incapacité pour les Red Sox de Boston de remporter une Série mondiale entre 1918 et 2004. L'expression fait référence à Babe Ruth, surnommé le « Bambino », athlète légendaire, membre du Temple de la renommée du baseball et plus célèbre joueur de son époque.
Ruth commence sa carrière avec les Red Sox de Boston, avec qui il remporte trois fois la Série mondiale. Le 26 décembre 1919, l'équipe vend son contrat aux Yankees de New York. Ruth évolue 15 saisons chez les Yankees, qui dominent le baseball des années 1920 et 1930 et remportent quatre fois la Série mondiale avec Ruth, en route vers leur record actuel de 27 sacres.
Pendant ce temps, les Red Sox, jusque-là une des équipes les plus récompensées du baseball, sont incapables de retourner à la grande finale avant 1946 et ne remportent pas les grands honneurs durant 86 saisons.

## Résultats attribués à la malédiction

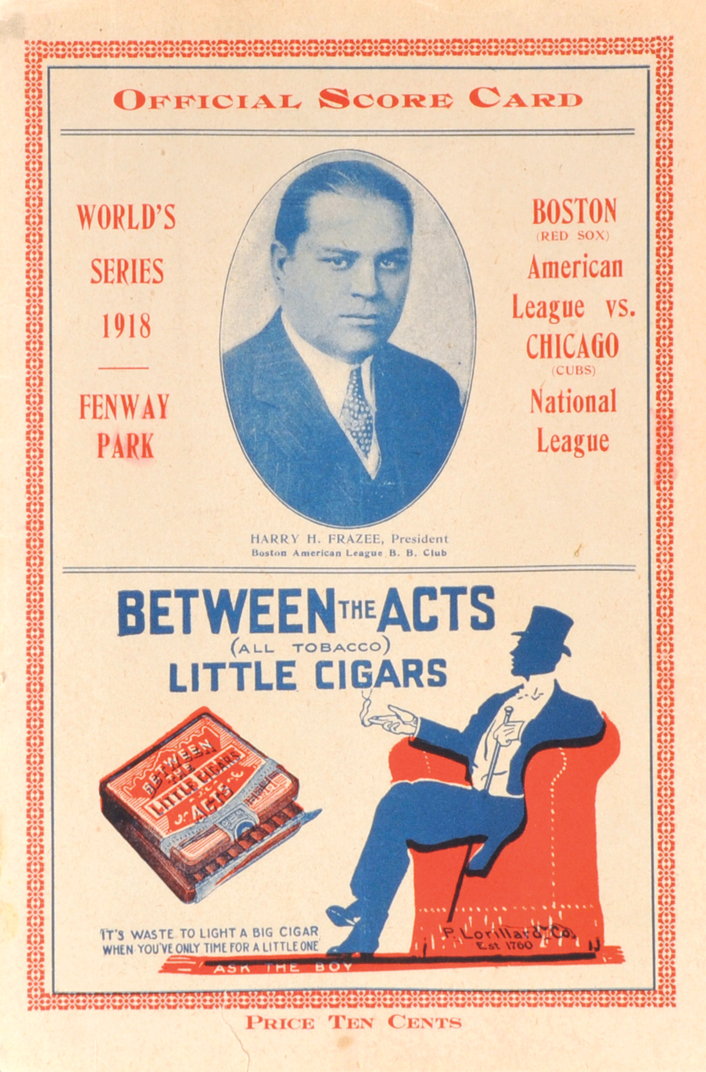
Le programme, à l'intérieur duquel se trouvait une carte de pointage, vendue à l'occasion de la Série mondiale 1918.

Une longue série d'insuccès et de défaites crève-cœur des Red Sox de Boston ont nourri la superstition entourant le transfert de Babe Ruth aux Yankees. En voici quelques exemples :
- en 1946, les Red Sox participent aux séries mondiales pour la première fois depuis la vente du contrat de Ruth, 27 ans plus tôt. L'équipe bostonnaise part favorite pour triompher des Cardinals de Saint-Louis. La finale se rend à la limite de sept parties. Au cours du dernier affrontement, présenté au Sportsman's Park de Saint-Louis, la marque est égale 3-3. Enos Slaughter est coureur au premier but pour les Cardinals. Sur un frappe et court, Harry Walker frappe un double. Au lieu d'arrêter sa course au troisième but, Slaughter se rend au marbre. Il devance le relais du joueur d'arrêt-court Johnny Pesky et marque le point victorieux. Certains ont suggéré que Pesky a hésité avant de relayer au marbre, perdant les précieuses secondes qui lui auraient autrement permis de retirer le coureur. Pesky s'est défendu d'avoir hésité, mais les films d'archives ne permettent pas de confirmer ou d'infirmer cette allégation. Saint-Louis remporte cette série finale où la vedette des Red Sox, Ted Williams, n'a pas joué à la hauteur de son talent ;
- en 1948, les Red Sox terminent la saison régulière à égalité au premier rang de la division Est de la Ligue américaine avec les Indians de Cleveland. Dans le premier match de bris d'égalité de l'histoire du baseball (un match éliminatoire qui demeure, même de nos jours, rarement nécessaire), les Red Sox perdent le championnat face aux Indians ;
- en 1967, à leur première finale en 21 saisons, les Red Sox s'inclinent en sept matchs en Série mondiale, une fois de plus contre les Cardinals de Saint-Louis ;
- en 1972, les Red Sox perdent la course au championnat de la division Est de la Ligue américaine, en ne terminant qu'un demi-match derrière les Tigers de Détroit. Boston présente un fiche victoires-défaites de 85-70, et les Tigers un rendement de 86-70. La saison régulière débute par une grève de 13 jours, en raison de laquelle certaines équipes disputent moins de matchs que d'autres, jusqu'à neuf parties de moins dans certains cas. De plus, un match des Red Sox ne peut avoir lieu en raison de la pluie et n'est pas repris à une date ultérieure, ce qui aurait permis à Boston de rejoindre Detroit en tête avec une victoire. Enfin, les Sox perdent leur avant-dernier match de la saison, 3-1 contre les Tigers, dans une rencontre où Luis Aparicio fait perdre un point potentiel à son club en trébuchant alors qu'il contourne le troisième coussin ;
- en 1975, les Red Sox retournent en Série mondiale pour se mesurer aux puissants Reds de Cincinnati. Les Sox remportent une victoire dramatique dans le match 6 lorsque Carlton Fisk soutire un but sur balles avec les buts tous occupés en 9e manche, produisant le point gagnant. Dans le septième et ultime affrontement entre les deux clubs, Boston prend une rapide avance de 3-0, pour ensuite voir Cincinnati revenir de l'arrière et arracher une victoire de 4-3 en 9e manche ;
- le 18 juillet 1978, les Red Sox dominent la course au championnat dans la section Est de la Ligue américaine, avec une importante avance de 14 parties sur les Yankees de New York. L'équipe du Bronx remonte graduellement la pente et rejoint finalement les Red Sox en tête le 10 septembre, après avoir balayé les honneurs d'une série de quatre parties au Fenway Park de Boston, une série catastrophique baptisée « Massacre de Boston » par les partisans des Red Sox. Six jours plus tard, New York détient une avance de 3 parties et demi au premier rang. Les Sox parviennent cependant à les rejoindre, forçant la tenue d'un match de bris d'égalité à Fenway Park le 2 octobre. Bucky Dent, des Yankees, frappe un retentissant coup de circuit par-dessus le fameux Monstre vert (la clôture haute de plus de 11 mètres au champ gauche du stade des Red Sox), en route vers un gain de 5-4. Les Yankees remportent la Série mondiale cette année-là ;
- la Série mondiale 1986 est considérée comme l'exemple le plus probant du mauvais sort que l'on dit jeté sur l'équipe. Menant trois victoires à deux dans la série les opposants aux Mets de New York, les Red Sox se retrouvent en fin de 10e manche du match 6 à seulement une prise de retirer le dernier frappeur des Mets et de remporter leur première finale depuis 1918. Mais au cours d'une manche marquée d'erreurs, les Mets effectuent le plus spectaculaire ralliement de l'histoire des Séries mondiales. Ils créent l'égalité 5-5 sur un mauvais lancer du releveur Bob Stanley. Puis le joueur de premier but Bill Buckner laisse filer entre ses jambes une balle frappée faiblement par Mookie Wilson, permettant à Ray Knight de croiser le marbre et de donner la victoire aux Mets. New York remporte la 7e partie le lendemain en comblant un déficit de 0-3 pour l'emporter 8-5, et est sacré champion ;
- des partisans de la théorie de la malédiction du Bambino avancent qu'il est possible, à partir du nom « Bruce Hurst » (lanceur gagnant de deux parties pour les Sox en Série mondiale 1986), de composer l'anagramme « B RUTH CURSE » (« Soit malédiction de Ruth ») ;
- en 1988 et 1990, Boston remporte le championnat de sa division, pour être à chaque fois vaincu en quatre parties consécutives par les Athletics d'Oakland dans la Série de championnat de la Ligue américaine ;
- de retour en éliminatoires en 1995, 1998 et 1999, les Red Sox sont balayés deux fois par les Indians de Cleveland en série de division, puis défait quatre parties à une par les Yankees de New York en série de championnat ;
- en 2003, lors du septième et ultime match de la Série de championnat de la Ligue américaine contre les Yankees de New York, les Red Sox prennent une avance de 5-2 qu'ils conservent jusqu'en 8e manche. Les Yankees marquent trois fois pour égaler le pointage et en 11e manche, avec le lanceur partant Tim Wakefield dépêché en relève pour Boston, Aaron Boone claque un circuit propulsant les Yankees en Série mondiale.

## Tentatives de briser la malédiction
Les partisans des Red Sox de Boston employèrent au fil des ans diverses méthodes pour tenter de briser la malédiction pesant sur l'équipe.
Parmi ceux-ci : placer une casquette des Red Sox au sommet de l'Everest et y brûler une casquette des Yankees; ou encore, en 1992, engager un faux exorciste, le père Guido Sarducci (personnage du comédien Don Novello), pour purifier le Fenway Park.
En septembre 2004, un des membres de l'équipe de tournée du musicien Jimmy Buffett se déguisa en Babe Ruth et un autre en sorcier lors d'un concert à Fenway Park.
Certains partisans bostonnais déclarèrent la Malédiction renversée lors d'un incroyable coïncidence survenue le 31 août 2004 au Fenway Park, moins de deux mois avant que les Red Sox ne remportent finalement les grands honneurs. La vedette des Sox, Manny Ramirez, frappa une fausse balle dans la section 9 du stade, loge 95, rangée AA, et la balle atteignit en plein visage un adolescent de 16 ans, qui perdit deux dents sur le coup. Le jeune homme, Lee Gavin, s'avéra être un fan des Red Sox demeurant sur une ferme de Sudbury, au Massachusetts, la Home Plate Farm, qui fut la propriété de Babe Ruth entre 1922 et 1926. Le même jour où cet incident survint à Boston, les Yankees encaissèrent la pire défaite de leur histoire en étant blanchis 22-0 par les Indians de Cleveland, au Yankee Stadium de New York.
En 2004, après que les Sox eurent perdu les trois premiers matchs de la Série de championnat face aux Yankees, un individu utilisa de la peinture en aérosol pour faire un graffiti sur un panneau de signalisation routière sur Storrow Drive, à Boston. Il modifia l'énoncé de l'enseigne («Reverse Curve ») pour écrire plutôt « Reverse the Curse » (renversez la malédiction). La ville de Boston ne remplaça le panneau vandalisé qu'après la victoire des Red Sox en Série mondiale.

## Fin de la malédiction

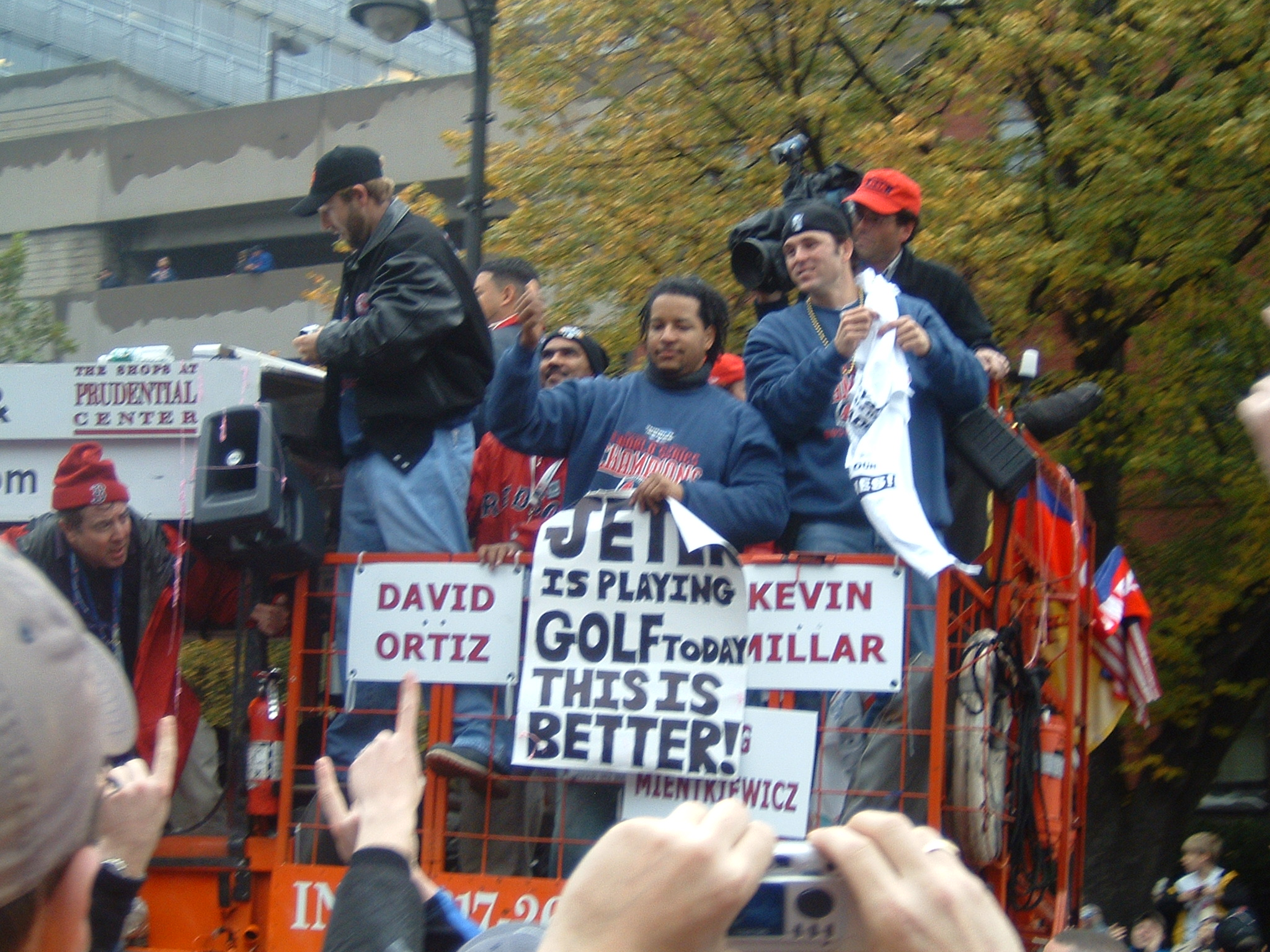
Le défilé dans les rues de Boston qui suit la victoire des Red Sox en Série mondiale 2004.

La malédiction est vaincue en 2004. Cette année-là, les Red Sox et les Yankees s'affrontent en Série de championnat de la Ligue américaine. Les Yankees gagnent les trois premiers matchs de cette série quatre de sept, avant de voir Boston aligner quatre victoires consécutives et remporter la série, réalisant un ralliement sans précédent dans l'histoire des ligues majeures. Les Red Sox l'emportent ensuite dans le minimum de quatre parties contre Saint-Louis en Série mondiale, décrochant le 27 octobre 2004 leur premier titre depuis 1918. Ils ont incidemment vaincu l'équipe qui les a défaits deux fois en grande finale après le départ de Babe Ruth vers New York.
Les Red Sox remportent une autre Série mondiale trois années plus tard, en 2007. Ils l'emportent à nouveau en 2013 pour leur 3e titre en une décennie.

## Dans la culture populaire
Dans Baseball, un documentaire de 1994 par Ken Burns, l'ancien lanceur des ligues majeures Bill Lee, qui a évolué notamment pour les Red Sox, mentionne la malédiction et suggère d'exhumer le corps de Babe Ruth, puis de le transporter à Fenway Park et demander publiquement pardon pour avoir vendu le contrat du joueur légendaire aux Yankees.
Peu de temps après avoir été échangé des Diamondbacks de l'Arizona aux Red Sox de Boston en novembre 2003, le lanceur étoile Curt Schilling est la vedette d'une publicité pour les camions Ford F-150. Dans la publicité, Schilling fait de l'auto-stop vers Boston et, lorsque invité à monter à bord, il indique avoir une « malédiction vieille de 86 ans » à briser.
En octobre 2010, la chaîne sportive américaine ESPN présente dans le cadre de sa série 30 for 30, soulignant ses 30 ans d'existence, le documentaire Four Days in October. Il documente la remarquable remontée des Red Sox contre les Yankees et la fin de la supposée malédiction du Bambino.
Cette malédiction est citée et expliquée dans le film Terrain d'entente (Fever Pitch).